# الموحدون الدروز في لبنان
الموحدون الدروز اللبنانيون هم سكان لبنان الذين ينتمون إلى الطائفة الدرزية، وهي إثنية دينية عربية تدين بمذهب التوحيد ذو التعاليم الباطنية، وترجع جذورها إلى غرب آسيا.
يُعتقد أن الدروز اللبنانيين يشكلون حوالي 5.2% من إجمالي سكان لبنان، وتشير التقديرات أن لبنان يضم ما بين 30% إلى 40% من مجمل الموحدين الدروز البالغ عددهم حوالي 1.5 مليون في جميع أنحاء العالم. ويتركز الدروز، الذين يشيرون إلى أنفسهم باسم الموحدين، في المناطق الريفية والجبلية شرق وجنوب بيروت. ويقطنون 136 قرية في حاصبيا وراشيا والشوف وعاليه ومرجعيون وبيروت، وهم يشكّلون الأغلبية في مدينة عاليه وبعقلين وحاصبيا وراشيا.
في ظل الانقسام السياسي اللبناني (تخصيص المقاعد في البرلمان اللبناني)، يتم تصنيف الطائفة الدرزية كواحدة من المجتمعات اللبنانية المسلمة الخمس (السُنّة والشيعة والدروز والعلويَّة والإسماعيلية). وكان الغرض من الدستور اللبناني هو ضمان التمثيل السياسي لكل مجموعة من الإثنيات الدينية في البلاد.
بموجب شروط اتفاق غير مكتوب يُعرف باسم «الميثاق الوطني» بين مختلف القادة السياسيين والدينيين في لبنان، يجب أن يكون رئيس الأركان العامة درزيًا.

## تاريخ

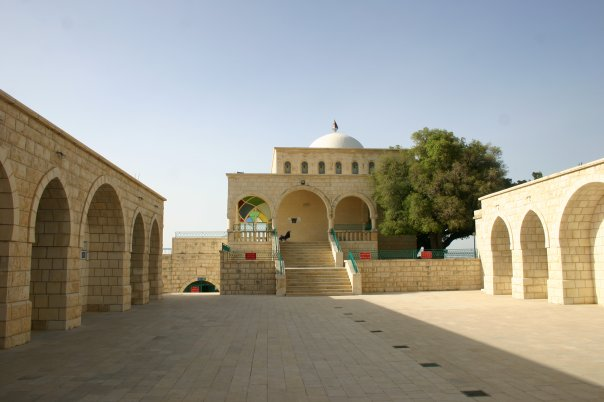
مقام النبي أيوب في قضاء الشوف.

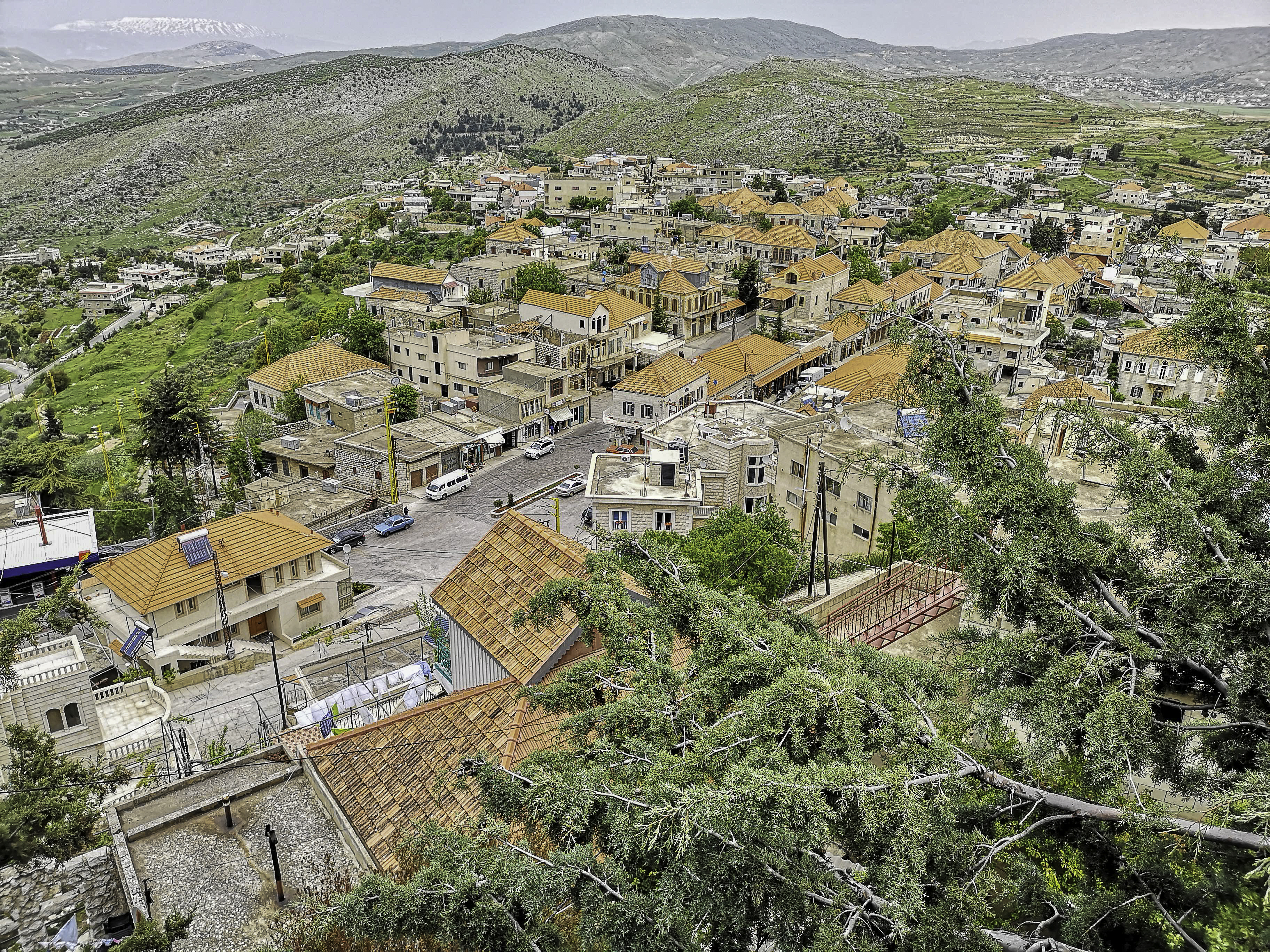
راشيا؛ وهي مدينة ذات أغلبية درزيَّة.

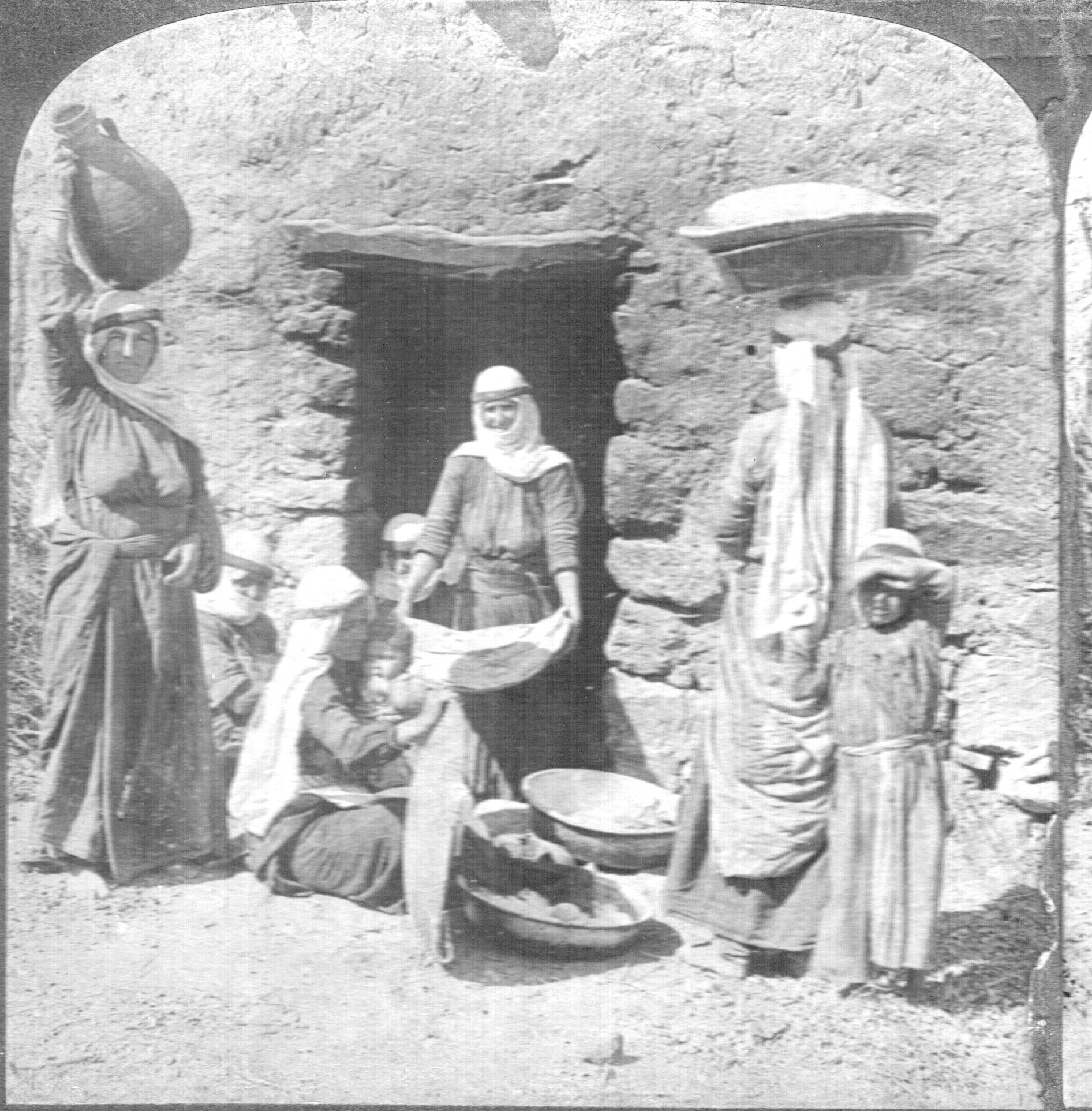
نساء دروز حوالي عام 1880 م.

لا تتبع العقيدة الدرزية أركان الإسلام الخمسة، مثل الصيام في شهر رمضان، والحج إلى مكة. تتضمن معتقدات الدروز عناصر من الإسماعيلية، والإسلام الشيعي، والغنوصية، والأفلاطونية، والمسيحية. وغيرها من الفلسفات، ويُشير الدروز إلى أنفسهم «بالموحدِّين»، كما يُطلَقُ عليهم لقب «بني معروف».
«يتبع الدروز نمطًا من العزلة حيث لا يُسمح بأي تحول، لا من خارج الدين أو داخله. عندما يعيش الدروز بين أتباع الديانات الأخرى، يُحاولون الاندماج من أجل حماية دينهم وسلامتهم الخاصة. ويُمكن أن يصلوا كمسلمين أو كمسيحيين، حسب المكان الذي هم فيه. ويبدو أن هذا النظام يتغير في العصر الحديث، حيث سمح المزيد من الأمن للدروز بأن يكونوا أكثر انفتاحًا بشأن انتمائهم الديني».
افتتح التنوخيون الطائفة الدرزية في لبنان عندما قبل معظمهم واعتمدوا الرسالة الجديدة التي كانت تُبشر في القرن الحادي عشر، بسبب العلاقات الوثيقة لقيادتهم مع الحاكم الفاطمي آنذاك الحاكم بأمر الله. وتشكل النظام الحاكم والاجتماعي في متصرفية جبل لبنان من الثنائية المارونية - الدرزية، وسمح الاستقرار الأمني والتعايش الدرزي-الماروني في المتصرفية بتطور الاقتصاد ونظام الحكم.
لعبت الطائفة الدرزية في لبنان دوراً مهماً في تشكيل دولة لبنان الحديثة، ورغم أنها أقلية إلا أنها تلعب دورًا مهمًا في المشهد السياسي اللبناني. قبل وأثناء الحرب الأهلية اللبنانية (1975-1990)، كان الدروز يؤيدون الوحدة العربية والمقاومة الفلسطينية التي تمثلها منظمة التحرير الفلسطينية. أيد معظم المجتمع الحزب التقدمي الاشتراكي الذي شكله زعيمهم كمال جنبلاط وقاتلوا إلى جانب أحزاب يسارية وفلسطينية أخرى ضد الجبهة اللبنانية التي كانت تتكون أساسًا من المسيحيين. بعد اغتيال كمال جنبلاط في 16 مارس عام 1977، تولى ابنه وليد جنبلاط قيادة الحزب ولعب دوراً هاماً في الحفاظ على إرث والده بعد فوزه في حرب الجبل واستمرار وجود المجتمع الدرزي خلال أعمال العنف الطائفية التي استمرت حتى 1990.
في أغسطس من عام 2001، قام البطريرك الكاثوليكي الماروني نصر الله بطرس صفير بجولة في منطقة الشوف ذات الأغلبيَّة الدرزيَّة في جبل لبنان وقام بزيارة المُختارة، معقل أجداد زعيم الدروز وليد جنبلاط. كان الإستقبال المضطرب الذي تلقاه صفير ليس فقط مصالحة تاريخية بين الموارنة والدروز، الذين خاضوا حرباً دموية في الفترة بين عام 1983 وعام 1984، لكنه أكد أيضاً على حقيقة أن لواء السيادة اللبنانية كان له جاذبية واسعة متعددة الطوائف. انحرف موقف جنبلاط بعد عام 2005 بشكل حاد عن تقليد عائلته. كما اتهم دمشق بالوقوف وراء اغتيال والده كمال جنبلاط عام 1977، معربًا لأول مرة عما يعرفه الكثيرون أنه يشتبه في أنه من القطاع الخاص. تصف بي بي سي جنبلاط بأنه «أذكى زعيم لأقوى عشيرة درزية في لبنان، ووريث سلالة سياسية يسارية». ثاني أكبر حزب سياسي يدعمه الدروز هو الحزب الديمقراطي اللبناني بقيادة الأمير طلال أرسلان، نجل بطل الاستقلال اللبناني الأمير مجيد أرسلان.
في 10 مايو من عام 2008، كجزء من الصراع في عام 2008، وقعت اشتباكات بين قوات حزب الله الشيعي وميليشيات الدروز في جبلهم مما أسفر عن خسائر في كلا الجانبين. وبدأت الاشتباكات في عيتات، بالقرب من كيفون، وسرعان ما توسعت لتشمل العديد من المواقع في جبل لبنان بما في ذلك بيصور والشويفات وعاليه. وتركزت معظم المعارك على تل 888. بعد المفاوضات، تم وقف إطلاق النار من خارج البلاد قبل أن يتمكن حزب الله من القصف بالمدفعية. صرحت قيادات حزب الله في عام 2016 أن قصف الجبل بالمدفعية من الجنوب والمدفعية طويلة المدى من سوريا كان خيارًا مدروسًا إلى حد كبير.

## ديموغرافيا
تتركز الطائفة الدرزية في المناطق الريفية والجبلية شرق وجنوب بيروت، ويقطنون 136 قرية في حاصبيا وراشيا والشوف وعاليه ومرجعيون وبيروت، وهم يشكّلون الأغلبية في مدينة عاليه وبعقلين وحاصبيا وراشيا. ويشكل الدروز أكثر من نصف سكان قضاء عاليه، ويُشكلون حوالي ثلث سكان قضاء راشيا وقضاء الشوف. ويضم قضاء بعبدا وقضاء كسروان وقضاء المتن ذات الأغلبية المسيحية على أقلية ملحوظة من الموحدون الدروز. ويضم كل من قضاء مرجعيون وقضاء حاصبيا على مجتمعات درزية ملحوظة. وتشير التقديرات أن الدروز اللبنانيين يشكلون حوالي 5.2% من سكان لبنان.